# Brachyuromys betsileoensis
Brachyuromys betsileoensis is een zoogdier uit de familie van de Nesomyidae. De wetenschappelijke naam van de soort werd voor het eerst geldig gepubliceerd door Bartlett in 1880.

## Voorkomen
De soort komt voor in Madagaskar.